# Der Guru
Der Guru ist ein US-amerikanischer Film aus dem Jahr 1998. Er ist eine Parodie auf den Film Network von 1976.

## Handlung
Der Film handelt von einem spirituell veranlagten Mann, der sich selbst einfach nur G nennt und seinen Mitmenschen Gutes beschert. Eines Tages läuft G zufällig zwei Profis aus der Werbebranche (Ricky und Kate) über den Weg. Sie lernen sich seltsamerweise auf der Autobahn kennen, als Ricky gerade dabei ist, das Ersatzrad an seinem Wagen wegen einer Panne anzubringen. Sie verabschieden sich, Ricky legt den falschen Gang ein und kann gerade noch vor G abbremsen, der die Situation gebannt ansieht und dabei ohnmächtig wird. Er kommt in ein Krankenhaus. Aber schon am nächsten Tag taucht er im Fernsehstudio auf, um sich bei Ricky und Kate zu bedanken, weil sie ihn zum Arzt brachten. G spricht sogar unbekümmert zwei Damen an, die gerade dabei sind Wasch-Bällchen live in der TV-Werbung zu verkaufen. Nun gilt es für Ricky, ihn loszuwerden. Dies scheint jedoch schwierig zu sein, denn als Kate auftaucht, wird G von Kate gebeten, bei ihr zu übernachten, bis die ärztlichen Befunde fertig sind und zeigen, ob es G gut geht und er seine Wallfahrt fortsetzen kann. Ricky ist natürlich dagegen, denn er verliebte sich heimlich in Kate und es gefällt ihm nicht, wenn G bei ihr ist.
Bei der Arbeit wird es ernst für Ricky, denn sein Chef will ihn entlassen, falls die Verkaufszahlen binnen zwei Wochen nicht steigen sollten.
Er veranstaltet eine Party, lädt einflussreiche Personen ein, damit er sie für Werbezwecke gewinnen kann. Für die Feier taucht Kate mit Scott Hawkes, einem abgebrühten Werbeagenten auf, und als G, der eigentlich in seinen Zimmer bleiben sollte, unter den Gästen erscheint, wird er von Ricky zwangsläufig vorgestellt. G hypnotisiert sogar einen der wichtigsten Gäste, der Angst vor dem Fliegen hat. Hierbei kommt Ricky auf den Gedanken, dass G eventuell gut für die TV-Werbung sein könnte. Auch lässt G die Rolex von Scott Hawkes mit einem Partytrick, dem so genannten Rolex-Verschwinde-Trick „verschwinden“, was wiederum Scott gar nicht amüsiert. Auf wundersame Weise hat er aber seine Uhr wieder am Handgelenk, gerade als er G zur Verantwortung ziehen will.
Am nächsten Tag erfährt Ricky, dass der potentielle Kunde, der auf der Party hypnotisiert wurde, einen guten Flug nach Hause hatte und seine Ängste bezüglich der Flüge überwinden konnte. Er bekommt von ihm einen wichtigen Werbeauftrag, und nun bittet er G für ihn zu arbeiten und dadurch Menschen auch im TV glücklich zu machen. G möchte von Ricky wissen, ob es auch für ihn selbst wichtig wäre, wenn er in der TV-Werbung auftritt. Nach kurzem Zögern gibt er zu, dass es so ist, und als Gegenleistung verlangt G einfach nur, dass Ricky sich mitten am Tag ins Meer begibt, um mit ihm im Wasser herumzutollen.
Gs erster Tag im Fernsehstudio beginnt. Er soll Schüsseln unter die Leute bringen. Aber auf Kommando und mit vorgeschriebenen Texten kann er nichts anfangen. So begibt er sich kurz um ins Nebenstudio, wo Kosmetische Produkte verkauft werden. Ein Strom betriebener DIY-Gesichtsstraffer wird gerade vorgestellt. G greift ins Geschehen ein und übernimmt auf amüsante Weise die Sendung. Nun sind die Gartenmöbel im nächsten Verkaufsstand dran. G macht mit der Motorsäge aus den Sachen Kleinholz, und Ricky ist außer sich, weil er glaubt, dass G ihn sabotieren will.
Es kommt, wie es kommen musste, am nächsten Morgen wird Ricky entlassen, wäre da nicht Kate, die gerade noch rechtzeitig die gestrigen Anruferzahlen vorlegt. Der Chef muss nun überzeugt werden, dass sie es schaffen, mehr Gewinn zu erzielen, und sie erbitten und bekommen auch eine letzte Chance.
McBainbridge, Chef des TV-Senders, der jemand starken an seine Seite haben will, verhandelt heimlich mit Scott Hawkes, damit er, falls Ricky und Kate versagen, jemand Besonderen an seiner Seite hat. Gs Verkaufsshow schlägt allerdings ein. Die Verkaufszahlen steigen, der TV-Sender und G werden populär, die Menschen lieben G, und genau das alles gefällt Hawkes überhaupt nicht. Er will schließlich mit allen Mitteln Chef des TV-Senders werden und setzt alles daran, anderen, die ihm im Weg stehen, Schaden zuzufügen. Er sucht fieberhaft nach der Identität von G, was sich jedoch schwierig erweist. Er geht sogar so weit, ihn per Steckbrief mit Belohnung suchen zu lassen.
Anscheinend ist Hawkes fündig geworden. Er präsentiert Gs Ehefrau und seine sechs Kinder, die der „Heilige G“ offenbar verlassen hatte. Bei der Pressekonferenz packt die Frau aus, trägt auf, dass G sie und die Kinder einfach so verließ. Als sie jedoch G sieht, der zu ihr kommt und die vernichtenden Fragen der Journalisten hört, bekommt sie Gewissensbisse und stellt die Situation klar. Hawkes hatte ihr 5000 Dollar gegeben, damit sie die Öffentlichkeit anlügt. Dummerweise steht Hawkes bei der Pressekonferenz dabei, und als die Frau ihn identifiziert, hat er keine Chance mehr zu entkommen.
Die Verkaufsshow im TV wird fortgesetzt, und G lässt die Puppen tanzen. Sogar lässt sich das verkaufen, was eigentlich niemand haben will. Die Menschen sind von ihm angetan und kaufen alles was er anbietet. Das gefällt McBainbridge und er befiehlt Ricky, G unter Vertrag zu nehmen.
Allmählich bekommen Kate und auch Ricky allerdings Gewissensbisse, weil G von ihnen und dem TV-Sender ausgenutzt wird; Kate zerstreitet sich sogar mit Ricky und geht.
Ricky bittet G, die Show doch nicht zu machen und fordert ihn auf, seinen Weg zu gehen. Er sagt ihm die Wahrheit über alles, auch, dass er ihn nur beim TV-Sender haben wollte, um selbst Karriere machen zu können. Ricky erkannte seine menschliche Seite und sorgte dafür, dass G nicht weiter vom TV-Sender ausgenutzt wird. Da G die Verkaufsshow nicht moderieren will, muss Ricky dies tun. Er findet sogar die richtigen Worte, um das Publikum und auch seinen Chef zu besänftigen. Kate, die Rickys Liebesbotschaft im Fernsehen mitverfolgt hat, taucht im Fernsehstudio auf und beide versöhnen sich wieder.
Zum Schluss wird G an der Stelle auf der Autobahn abgesetzt, wo er Kate und Ricky kennengelernt hatte. Die drei Personen verabschieden sich herzlich voneinander und G begibt sich weiter auf seiner Wallfahrt.

## Kritik
- film-dienst 11/1999: Harmlose Komödie, die zaghafte Ansätze zur Gesellschaftskritik mit einer ermüdend konventionellen Liebesgeschichte übertüncht.

## Filmsongs
- Pearl’s Girl – Geschrieben von: Richard Smith, Karl Hyde, Darren Emerson, Gespielt von: Underworld
- Money – Geschrieben von: Andrew Dorfman, Gespielt von: Andrew Dorfman, Wendy Bremer
- Sparkling Brass – Geschrieben von: Malcolm Lockyer, Gespielt von: Malcolm Lockyer
- Running from Jamaica – Geschrieben von: Ansel Cridland, Gespielt von: The Meditations
- Lazy Latin – Geschrieben von: Malcolm Lockyer, Gespielt von: Malcolm Lockyer
- Manic Position – Geschrieben von: Dominic Glynn, Gespielt von: Dominic Glynn
- The Syncopated Clock – Geschrieben von: Leroy Anderson
- Oye – Geschrieben von: Gloria Estefan, Emilio Estefan jr. Randall Barlow, Angie Chirino, Gespielt von: Gloria Estefan
- Prologue – Geschrieben von: Loreena McKennitt, Gespielt von: Loreena McKennitt
- Don’t you worry ’bout a thing – Geschrieben von: Stevie Wonder, Gespielt von: Stevie Wonder